# 钱亚冰
钱亚冰（1974年7月8日—），出生于河北省邯郸市，江苏城市频道主持人。 
1995年，钱亚冰进入无锡广电局广播经济频率和电视经济频道，担任主持人、编辑、记者工作，主要主持新闻类节目；2004年7月，钱亚冰加盟江苏广播电视总台城市频道，主持以报道现场突发性新闻为主的栏目《绝对现场》，并兼该栏目的记者工作，同年，钱亚冰主持日播类新闻直播栏目《零距离》以及法制节目《法治集结号》等。 
钱亚冰是江苏电视台先进个人，在2006、2007、2008年连续三年获得江苏电视台年度十佳主持人荣誉。

## 个人经历
1995年，钱亚冰大学毕业后进入无锡广电集团经济频率和经济频道工作，担任记者、编辑和主持人工作，主要主持新闻类节目。
2004年，钱亚冰就职于江苏广电总台城市频道，主持以报道现场突发性新闻为主的栏目《绝对现场》，同年，钱亚冰接连主持日播类新闻直播栏目《零距离》，都市新闻节目《城市日记》，法制节目《法治集结号》等，2005年钱亚冰主持了抗日战争暨世界反法西斯战争胜利六十周年全球直播活动（埃及、土耳其）。
2006年，钱亚冰在江苏城市频道进行世界杯直播报道（德国），同年10月16日，钱亚冰与中央人民广播电台郭燕、上海文广新闻传媒集团陈辰和无锡广播电视台主持人李成联袂主持“岁月回响”无锡人民广播60周年电视晚会，2008年钱亚冰策划了中国罗布泊越野挑战赛以及雅鲁藏布江穿越考察工作，同年5月，钱亚冰参加了中国传媒经济30年系列峰会暨省级电视新闻创新论坛，并在会议上从自身作为新闻栏目主持人的角度进行专题发言。
2010年，钱亚冰与闫庆云、丹妮、贝贝共同主持大型水上闯关节目《爱拼就会赢》，2012年4月钱亚冰做客龙虎网《主播会客厅》，与网友进行交流心得体会，2013年1月与南京市公安局民警金晨共同主持“我最喜爱的人民警察”颁奖典礼。